# Michael von Melas
Michael Friedrich Benedikt Freiherr von Melas (n. 12 mai 1729, Roadeș aproape de Sighișoara – d. 31 mai 1806, Elbeteinitz, Boemia) a fost un general de cavalerie transilvănean, propietar al Regimentului Cuirasieri nr. 6 și deținător al Crucii de Comandor al Ordinului Maria Terezia, care a servit în armata Imperiului Austriac pe durata Războaielor napoleoniene.

## Biografie

### Primii ani

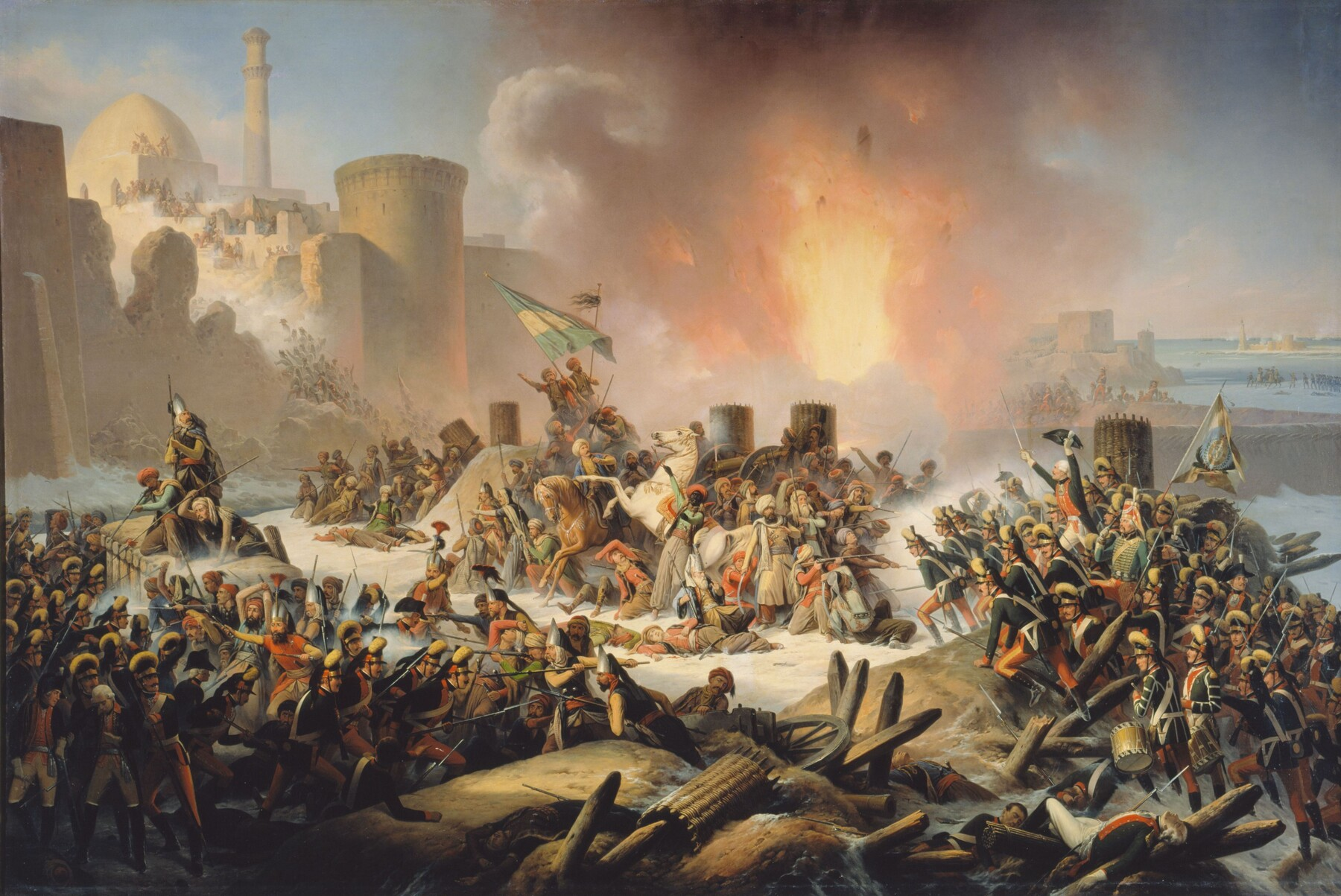
Asaltul Oceakovului

Michael Melas s-a născut ca fiu al pastorului luteran Bartholomäus Melas din Sighișoara fie la Roadeș, fie la Sighișoara.
După ce urmează Școala din deal din Sighișoara, intră în 1746 sau în 1752, împotriva voinței părinților, în regimentul de infanterie nr. 21 „Arenberg” (stabilit temporar la Sighișoara), unde este avansat până la gradul de căpitan).
Ca ajutant al feldmareșalului von Daun participă la Războiul de Șapte Ani.
Se căsătorește cu o nobilă în anul 1768.
În 1771 devine maior al regimentului de infanterie nr. 34 „Adam Graf Batthiány”, în 1777 locotenent-colonel și comandor al batalionului de grenadieri din același regiment.
În 1778 este transferat la regimentul de carabinieri "Erzherzog Franz" (din 1798 cunoscut ca regimentul de cuirasieri nr. 1 "Kaiser Franz"). În noiembrie 1781 von Melas devine colonel al Regimentului nr. 21 de cuirasieri "Graf von Trauttmansdorff" (care se va numi începând cu 1798 Regimentul nr. 7 de cuirasieri "Lothringen"). Din 1788 este transferat în aceeași poziție la Regimentul nr. 28 chevauxlégers (cavalerie) "Fürst von Lobkowitz" (reorganizat în 1798 ca Regimentul nr. 10 de dragoni, revenit din 1802 ca Regimentul nr. 3 chevauxlégers). Cu acest regiment participă victorios la bătălia împotriva Imperiului Otoman (1787-1792)- printre altele în Voivodina, Banat, Serbia și Caransebeș (1788).

### Generalul

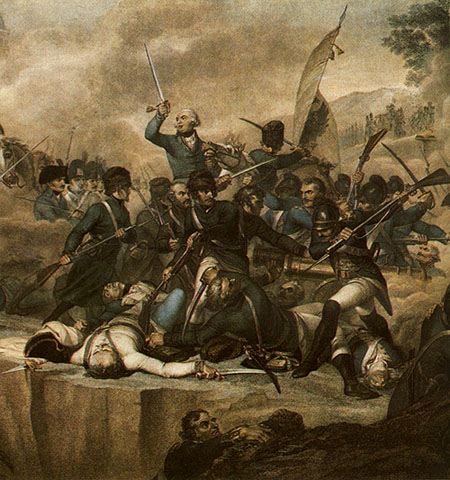
Bătălia de la Cassano d'Adda

A devenit general de brigadă (Generalmajor) pe 15 iunie 1789, i se acordă la Zemun comanda unei brigade care a fost comandată de Baronul von Strassoldo (care fusese avansat în grad de feldmareșal-locotenent), comandă în 1793 o brigadă la Sambre, devine general de divizie (Feldmarschalleutnant) pe 1 mai 1794, în care grad de armată a ocupat mai întâi postul în regiunea Niederrhein, apoi, în 1795, în regiunea Mittelrhein și de la 21 iunie 1796 în Italia unde a preluat pentru o perioadă de timp comanda supremă după generalul Jean-Pierre de Beaulieu.
Cu rangul de la 2 februarie 1799 Melas a fost numit general de cavalerie, proietar al Regimentului Cuirasieri nr. 6 (mai târziu Regimentul Dragoni nr. 12) și nobilat, conform regulamentul ordinului, numit baron. El a preluat după aceea comanda armatei austriece la 9 aprilie, între Adige și Mincio. A luptat alături de trupele rusești ale generalului Suvorov la bătălia de la Cassano d'Adda (27 aprilie), la cea de la Trebbia (17-19 iunie) și la cea de la Novi (15 august), toate terminându-se cu victorii. Cea mai strălucitoare victorie a lui a fost acea din aprilie: Pe 14 aprilie a trecut râul Mincio, fiind victorios pe 26 și 27 a lunii la Cassano d’Adda. Numai două zile mai târziu a ocupat Milano, și cheile orașului iau fost predate de către arhiepiscop și reprezentanții comunei. A avut într-un timp foarte scurt un mare succes. Împăratul la onorat prin atribuirea Crucii de Comandor al  Ordinului Militar Maria Terezia. După ce Suvorov a plecat să se lupte cu trupele franceze conduse de André Masséna în Elveția, Melas a condus 40.000 de trupe austriece în bătălia din 4 noiembrie de la Genola, de lângă Fossano, unde a învins trupele franceze conduse de generalul Jean-Étienne Championnet, și a ocupat orașul Cuneo.
În 1800 înaintează până la râul Var, unde se pregătește pentru o invaziune a regiunii Provence, când îi cade Napoleon Bonaparte în spate, venit peste Alpi, și îi taie legăturile de comunicație cu Austria. La 14 iunie, Melas încearcă la Marengo, regiunea Piemont, să rupă frontul, are succes la început, dar părăsește câmpul de bătălie prea devreme (predă comanda unui subaltern), francezii primesc ajutorul trupelor de cavalerie ale generalului Desaix, ceea ce a rezultat în înfrângere totală a trupelor austriece. La 20 iunie 1800, Napoleon îi trimite lui von Melas o scrisoare și îi oferă o sabie "ca o dovadă al deosebitei mele considerațiuni ce mi-a fost inspirată de curajul armatei dumneavoastră pe câmpul de la Marengo". După ce se semnează convenția de la Alessandria, este obligat să își retragă trupele în spatele râului Mincio
După încheierea păcii de la Lunéville în 1801, devine general comandant în regiunea Innenösterreich (Austria interioară) și apoi în Boemia.
Este guvernator al orașului Praga (funcție onorifică) timp de doi ani, înainte de a se retrage din armată în 1803.
Moare la Elbeteinitz, Boemia (actualmente, Týnec nad Labem, Cehia) și este înmormântat în cimitirul unei bisericuțe.